# جائزة الجسر
جائزة الجسر(بالألمانية: Brückepreis) (الاسم الرسمي هو Internationaler Brückepreis der Europastadt Görlitz / Zgorzelec ) هي جائزة دولية تُمنح سنويًا للشخص الذي ساهم بعمل في الحياة من أجل فهم أفضل بين الشعوب (Völkerverständigung ، الدبلوماسية الثقافية ) في أوروبا. يتم منحها سنويًا ، بدأت عام 1993 من قبل بلدة Görlitz / Zgorzelec Europastadt [الإنجليزية] وهي بلدة أوروبية تقع في كل من ألمانيا وبولندا متصلة بجسر عبر نهر نيسي ، وليست بعيدة عن جمهورية التشيك .
يظهر الجسر في اسم الجائزة أيضًا لبناء الجسور بين الشعوب والدول ، كما أعرب نوربرت لامرت ، رئيس البوندستاغ ، في لودو عن Arvo Pärt في عام 2007.
تبلغ قيمة الجائزة 2500 يورو.

## تنديد عربي بتسليم الجائزة لشخصية إرهابية
حركة حماس، والمرصد الأورومتوسطي لحقوق الإنسان، والجبهة الشعبية اعتبروا هذه الجائرة التي منحتها ألمانيا لوزيرة الخارجية الإسرائيلية السابقة تسيبي ليفني؛ المتّهمة بارتكاب جرائم حرب بحق الفلسطينيين، «تبييضا للجرائم الإسرائيلية وتشجيع لتصعيد الانتهاكات ضد الفلسطينيين».

## الفائزون
- 1993 ماريون جرافين دونهوف ، صحفي ، محرر صحيفة Die Zeit الأسبوعية
- 1995 آدم ميشنيك ، محرر شيف في صحيفة Gazeta Wyborcza اليومية
- 1998 جيشي غروسا ، رئيس القلم الدولي والسفير التشيكي السابق والكاتب
- 1999 فريا فون مولتك ، مؤسس Internationale Jugendbegegnungsstätte Kreisau [الإنجليزية] "Stiftung Kreisau für europäische Verständigung" (مؤسسة Kreisau للدبلوماسية الثقافية)
- 2000 أرنو لوستيغر ، ناشر
- 2001 ميلوسلاف فلك ، الكاردينال ، رئيس أساقفة براغ
- 2002 Władysław Bartoszewski ، وزير الخارجية البولندي السابق
- 2003 كورت بيدينكوبف ، رئيس الوزراء السابق
- 2004 فالداس أدامكوس ، رئيس ليتوانيا
- 2005 جيورا فيدمان ، عازفة موسيقى تعمل على المصالحة بين الثقافات
- 2006 غونتر غراس ، كاتب (غير مقبول)
- 2007 Arvo Pärt ، ملحن
- 2008 فريتز ستيرن ، مؤرخ أمريكي أمريكي من أصل ألماني
- 2009 نورمان ديفيز ، مؤرخ بريطاني
- 2010 تاديوس مازوفيتشكي ، رئيس الوزراء البولندي السابق
- 2011 جيسين شوان ، الرئيس السابق لجامعة فيادرينا الأوروبية
- 2012 فيتالي كليتشكو ، ملاكم وسياسي أوكراني
- 2013 ستيفن مولر ، ممثل وعازف كاباريت [3]
- 2014 جان كلود جونكر [4] سياسي في لوكسمبورغ وأوروبا
- 2015 أولغا توكارزوك ، كاتب بولندي
- 2016 تيموثي جارتون آش ، مؤرخ وكاتب بريطاني
- 2017 ألفونس نوسول ، أسقف أوبول السابق
- 2018 دانيال ليبسكيند ، مهندس معماري
- 2019 بينتي كاهان ، موسيقي وممثل